# Presbistus crudelis
Presbistus crudelis är en insektsart som först beskrevs av John Obadiah Westwood 1859.  Presbistus crudelis ingår i släktet Presbistus och familjen Aschiphasmatidae. Inga underarter finns listade i Catalogue of Life.